# Osztrák labdarúgókupa
Az osztrák labdarúgókupa (hivatalos nevén ÖFB-Cup) a legrangosabb nemzeti labdarúgókupa Ausztriában, amelyet először 1919-ben rendeztek meg. A legsikeresebb klub az Austria Wien, amely eddig 27 alkalommal hódította el a trófeát. A 2008-as kupában csak amatőr csapatok indultak az Ausztriában (és Svájcban) rendezett Európa-bajnokság miatt.

## Eddigi győztesek
- 1919: SK Rapid Wien 3–0 Wiener Sport-Club
- 1920: SK Rapid Wien 5–2 Amateur-SV
- 1921: Amateur-SV 2–1 Wiener Sport-Club
- 1922: Wiener AF 2–1 Amateur-SV
- 1923: Wiener Sport-Club 3–1 SC Wacker Wien
- 1924: Amateur-SV 8–6 SK Slovan Wien (h.u.)
- 1925: Amateur-SV 3–1 First Vienna FC
- 1926: Amateur-SV 4–3 First Vienna FC
- 1927: SK Rapid Wien 3–0 FK Austria Wien
- 1928: SK Admira Wien 2–1 Wiener AC
- 1929: First Vienna FC 3–2 SK Rapid Wien
- 1930: First Vienna FC 1–0 FK Austria Wien
- 1931: Wiener AC 16 pont, 2. FK Austria Wien 15 pont (ligarendszer)
- 1932: SK Admira Wien 6–1 Wiener AC
- 1933: FK Austria Wien 1–0 Brigittenauer AC
- 1934: SK Admira Wien 8–0 SK Rapid Wien
- 1935: FK Austria Wien 5–1 Wiener AC
- 1936: FK Austria Wien 3–0 First Vienna FC
- 1937: First Vienna FC 2–0 Wiener Sport-Club
- 1938: Schwarz-Rot Wien 1–0 Wiener Sport-Club

- 1939–1945: II. világháború miatt nem került megrendezésre

- 1946: SK Rapid Wien 2–1 First Vienna FC
- 1947: SC Wacker Wien 4–3 FK Austria Wien
- 1948: FK Austria Wien 2–0 SK Sturm Graz
- 1949: FK Austria Wien 5–2 Vorwärts Steyr

- 1950–1958: Nem került megrendezésre

- 1959: Wiener AC 2–0 SK Rapid Wien
- 1960: FK Austria Wien 4–2 SK Rapid Wien
- 1961: SK Rapid Wien 3–1 First Vienna FC
- 1962: FK Austria Wien 4–1 Grazer AK
- 1963: FK Austria Wien 1–0 LASK Linz
- 1964: SK Admira Wien 1–0 FK Austria Wien
- 1965: LASK Linz 1–1 1–0 SC Wiener Neustadt
- 1966: SK Admira Wien 1–0 SK Rapid Wien
- 1967: FK Austria Wien 1–2 1–0 LASK Linz (h.u., Austria Wien pénzfeldobással)
- 1968: SK Rapid Wien 2–0 Grazer AK
- 1969: SK Rapid Wien 2–1 Wiener Sport-Club
- 1970: FC Wacker Innsbruck 1–0 LASK Linz
- 1971: FK Austria Wien 2–1 SK Rapid Wien (h.u.)
- 1972: SK Rapid Wien 1–2 3–1 Wiener Sport-Club
- 1973: FC Wacker Innsbruck 1–0 1–2 SK Rapid Wien (Wacker idegenben lőtt góllal)
- 1974: FK Austria Wien 2–1 1–1 Austria Salzburg
- 1975: FC Wacker Innsbruck 3–0 0–2 SK Sturm Graz
- 1976: SK Rapid Wien 1–0 1–2 FC Wacker Innsbruck (Rapid Wien idegenben lőtt góllal)
- 1977: FK Austria Wien 1–0 3–0 Wiener Sport-Club
- 1978: FC Wacker Innsbruck 1–1 2–1 SK VÖEST Linz
- 1979: FC Wacker Innsbruck 1–0 1–1 FC Admira/Wacker
- 1980: FK Austria Wien 0–1 2–0 Austria Salzburg
- 1981: Grazer AK 0–1 2–0 Austria Salzburg (h.u.)
- 1982: FK Austria Wien 1–0 3–1 FC Wacker Innsbruck
- 1983: SK Rapid Wien 3–0 5–0 FC Wacker Innsbruck
- 1984: SK Rapid Wien 1–3 2–0 FK Austria Wien (Rapid Wien idegenben lőtt góllal)
- 1985: SK Rapid Wien 3–3 FK Austria Wien (h.u., 6–5 büntetőkkel)
- 1986: FK Austria Wien 6–4 SK Rapid Wien (h.u.)
- 1987: SK Rapid Wien 2–0 2–2 FC Swarovski Tirol
- 1988: Kremser SC 2–0 1–3 FC Swarovski Tirol (Kremser idegenben lőtt góllal)
- 1989: FC Swarovski Tirol 0–2 6–2 FC Admira/Wacker
- 1990: FK Austria Wien 3–1 SK Rapid Wien (h.u.)
- 1991: SV Stockerau 2–1 SK Rapid Wien
- 1992: FK Austria Wien 1–0 FC Admira/Wacker
- 1993: FC Wacker Innsbruck 3–1 SK Rapid Wien
- 1994: FK Austria Wien 4–0 FC Linz
- 1995: SK Rapid Wien 1–0 DSV Leoben
- 1996: SK Sturm Graz 3–1 FC Admira/Wacker
- 1997: SK Sturm Graz 2–1 First Vienna FC
- 1998: SV Ried 3–1 SK Sturm Graz
- 1999: SK Sturm Graz 1–1 LASK Linz (h.u., 4–2 büntetőkkel)
- 2000: Grazer AK 2–2 SV Austria Salzburg (h.u., 4–3 büntetőkkel)
- 2001: FC Kärnten 2–1 FC Tirol Innsbruck (h.u.)
- 2002: Grazer AK 3–2 SK Sturm Graz
- 2003: FK Austria Wien 3–0 FC Kärnten
- 2004: Grazer AK 3–3 FK Austria Wien (h.u., 5–4 büntetőkkel)
- 2005: FK Austria Wien 3–1 SK Rapid Wien
- 2006: FK Austria Wien 3–0 SV Mattersburg
- 2007: FK Austria Wien 2–1 SV Mattersburg
- 2008: SV Horn 2–1 SV Feldkirchen (csak amatőr csapatok indultak)
- 2009: FK Austria Wien 3–1 Trenkwalder Admira (h.u.)
- 2010: SK Sturm Graz 1–0 SC Wiener Neustadt
- 2011: SV Ried 2–0 SC Austria Lustenau
- 2012: FC Red Bull Salzburg 3–0 SV Ried
- 2013: FC Pasching 1–0 FK Austria Wien
- 2014: FC Red Bull Salzburg 4–2 SKN St. Pölten
- 2015: FC Red Bull Salzburg 2-0 FK Austria Wien (h.u)
- 2016: FC Red Bull Salzburg 5-0 FC Admira/Wacker
- 2017: FC Red Bull Salzburg 2-1 SK Rapid Wien
- 2018: SK Sturm Graz 1-0 FC Red Bull Salzburg (h.u)
- 2019: FC Red Bull Salzburg 2-0 SK Rapid Wien
- 2020: FC Red Bull Salzburg 5-0 SC Austria Lustenau
- 2021: FC Red Bull Salzburg 3-0 LASK Linz
- 2022: FC Red Bull Salzburg 3-0 SV Ried
- 2023: SK Sturm Graz 2-0 SK Rapid Wien
- 2024: SK Sturm Graz 2-1 SK Rapid Wien
- 2025: Wolfsberger AC 1-0 TSV Hartberg

Jegyzet: Amateur-SV az Austria Wien korábbi neve.

### Dicsőségtábla
| Klub                                                          | Győztes | 2. hely | Győztes évek | Ezüstérmes évek                                                                                |
| ------------------------------------------------------------- | ------- | ------- | --- | ---------------------------------------------------------------------------------------------- |
| FK Austria Wien                                               | 27      | 12      | 1921, 1924, 1925, 1926, 1933, 1935, 1936, 1948, 1949, 1960, 1962, 1963, 1967, 1971, 1974, 1977, 1980, 1982, 1986, 1990, 1992, 1994, 2003, 2005, 2006, 2007, 2009 | 1920, 1922, 1927, 1930, 1931, 1947, 1964, 1984, 1985, 2004, 2013                               |
| SK Rapid Wien                                                 | 14      | 16      | 1919, 1920, 1927, 1946, 1961, 1968, 1969, 1972, 1976, 1983, 1984, 1985, 1987, 1995                                                                               | 1929, 1934, 1959, 1960, 1966, 1971, 1973, 1986, 1990, 1991, 1993, 2005, 2017, 2019, 2023, 2024 |
| FC Red Bull Salzburg                                          | 9       | 5       | 2012, 2014, 2015, 2016, 2017, 2019, 2020, 2021, 2022 | 1974, 1980, 1981, 2000, 2018                                                                   |
| FC Wacker Innsbruck / FC Swarovski Tirol / FC Tirol Innsbruck | 7       | 6       | 1970, 1973, 1975, 1978, 1979, 1989, 1993 | 1976, 1982, 1983, 1987, 1988, 2001                                                             |
| SK Sturm Graz                                                 | 7       | 4       | 1996, 1997, 1999, 2010, 2018, 2023, 2024 | 1948, 1975, 1998, 2002                                                                         |
| FC Admira Wacker Mödling                                      | 6       | 7       | 1928, 1932, 1934, 1947, 1964, 1966 | 1923, 1979, 1989, 1992, 1996, 2009, 2016                                                       |
| Grazer AK                                                     | 4       | 2       | 1981, 2000, 2002, 2004 | 1962, 1968                                                                                     |
| First Vienna FC                                               | 3       | 6       | 1929, 1930, 1937 | 1925, 1926, 1936, 1946, 1961, 1997                                                             |
| Wiener AC                                                     | 2       | 3       | 1931, 1959 | 1928, 1932, 1935                                                                               |
| SV Ried                                                       | 2       | 2       | 1998, 2011 | 2012, 2022                                                                                     |
| Wiener Sport-Club                                             | 1       | 7       | 1923 | 1919, 1921, 1937, 1938, 1969, 1972, 1977                                                       |
| LASK Linz                                                     | 1       | 5       | 1965 | 1963, 1967, 1970, 1999, 2021                                                                   |
| SC Wacker Wien                                                | 1       | 1       | 1947 | 1923                                                                                           |
| FC Kärnten                                                    | 1       | 1       | 2001 | 2003                                                                                           |
| Wiener AF                                                     | 1       | 0       | 1922 | –                                                                                              |
| Schwarz-Rot Wien                                              | 1       | 0       | 1938 | –                                                                                              |
| Kremser SC                                                    | 1       | 0       | 1988 | –                                                                                              |
| SV Stockerau                                                  | 1       | 0       | 1991 | –                                                                                              |
| SV Horn                                                       | 1       | 0       | 2008 | –                                                                                              |
| FC Pasching                                                   | 1       | 0       | 2013 | –                                                                                              |
| Wolfsberger AC                                                | 1       | 0       | 2025 | –                                                                                              |
| FC Linz                                                       | 0       | 2       | – | 1978, 1994                                                                                     |
| SV Mattersburg                                                | 0       | 2       | – | 2006, 2007                                                                                     |
| SC Wiener Neustadt                                            | 0       | 2       | – | 1965, 2010                                                                                     |
| SK Slovan Wien                                                | 0       | 1       | – | 1924                                                                                           |
| Brigittenauer AC                                              | 0       | 1       | – | 1933                                                                                           |
| Vorwärts Steyr                                                | 0       | 1       | – | 1949                                                                                           |
| DSV Leoben                                                    | 0       | 1       | – | 1995                                                                                           |
| SV Feldkirchen                                                | 0       | 1       | – | 2008                                                                                           |
| SC Austria Lustenau                                           | 0       | 1       | – | 2011                                                                                           |
| SKN St. Pölten                                                | 0       | 1       | – | 2014                                                                                           |
| TSV Hartberg                                                  | 0       | 1       | – | 2025                                                                                           |

## Fordítás
Ez a szócikk részben vagy egészben  az   Austrian Cup című angol Wikipédia-szócikk ezen változatának fordításán alapul.  Az eredeti cikk szerkesztőit annak laptörténete sorolja fel. Ez a jelzés csupán a megfogalmazás eredetét és a szerzői jogokat jelzi, nem szolgál a cikkben szereplő információk forrásmegjelöléseként.